# Francis Fuller
Francis Fuller, född 1670, död 1706, var en engelsk författare av medicinsk litteratur, som 1706 utgav Medicina Gymnastica, om medicinsk gymnastik eller som vi idag skulle säga sjukgymnastik.